# Тараканов, Валерий Иванович
Вале́рий Ива́нович Тарака́нов (род. 9 августа 1941, Платуново, Ярославская область) — советский лыжник.

## Биография
Завоевал золото в эстафете 4×10 км на Чемпионате мира по лыжным видам спорта 1970 в Высоке Татры.
Участник Олимпийских игр 1964, 1968, 1972 годов.
2-кратный чемпион СССР: 30  км (1968, 1970).
Участвовал в подготовке олимпийских чемпионов Елены Вяльбе, Любови Егоровой, Ларисы Лазутиной.
Живёт в Москве.

## Награды
Заслуженный мастер спорта СССР (1970). Заслуженный тренер. Награждён медалью ордена «За заслуги перед Отечеством» II степени. Подполковник запаса.
С 2003 года в Ярославском районе в честь Валерия Тараканова проводится ежегодный турнир по лыжным гонкам.